# Super Robot Wars (videogioco)
Super Robot Wars (Super Robot Taisen) è un videogioco di ruolo pubblicato dalla Banpresto nel 1991 per Game Boy. Si tratta del primo titolo della serie Super Robot Wars,

## Modalità di gioco
Il gioco include mecha dell'universo Universal Century della serie Gundam, di Mazinger e di Getter Robo, che continueranno ad apparire in quasi tutti i titoli di Super Robot Wars. A differenza dei titoli successivi, il gioco è privo di piloti (appariranno a partire dal secondo capitolo) ed è dotato di una modalità multiplayer, opzione che rimarrà per lungo tempo esclusiva sino alla pubblicazione di Super Robot Wars XO.